# アルク・インターナショナル
アルク・インターナショナル（英: Arc International）は、フランスの食器メーカー。山崎製パンのキャンペーンであるヤマザキ春のパンまつりで貰うことができる「白いお皿」のデザインを手がけていることで有名。

## 沿革

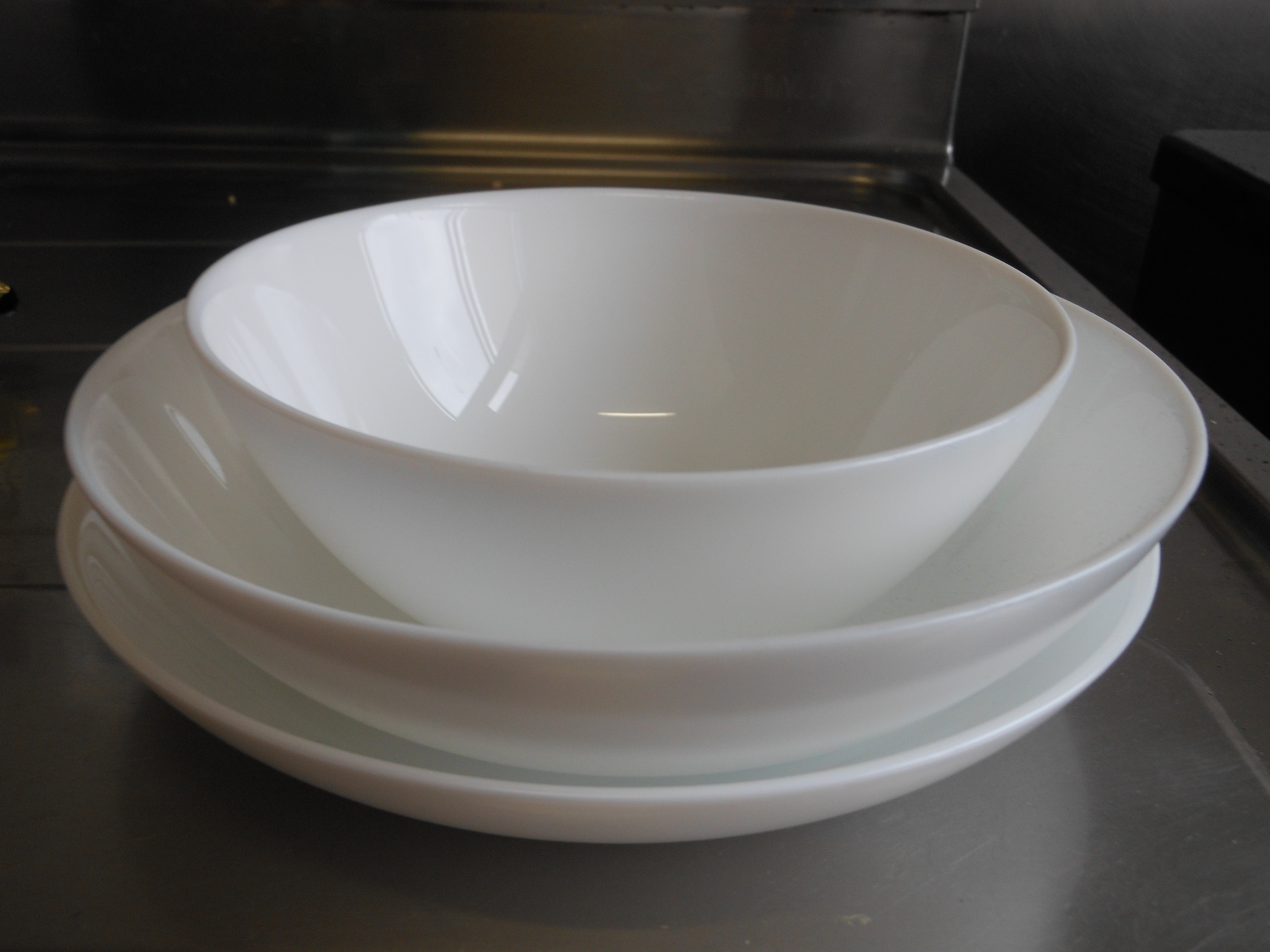
ヤマザキ春のパンまつりの景品として配布された「白いお皿」。

- 1825年 - ヴェルリー・クリスタルリー・ダルク社として創業。
- 1960年 - フランス国内で初めてステムグラスのオートメーション製造を開始。
- 2000年 - 社名をアルク・インターナショナルに変更。
- 2010年 - 独自の新素材「ゼニックス」を開発。
- 2016年 - 社名をアルク・インターナショナルからアルクに変更。